# João-baiano
O joão-baiano (Synallaxis cinerea) é uma espécie de ave passeriforme da família Furnariidae pertencente ao numeroso gênero Synallaxis. É endêmico de uma pequena região do leste do Brasil.

## Descrição
Mede entre 15 e 17 cm de comprimento e pesa entre 16 e 21 g. É muito parecido com o pichororé, mas difere deste por apresentar uma cor cinza-escura na parte inferior do corpo. Coloração vermelha e marrom. Coroa, asas e cauda ruivas. Partes superiores marrom-intensas com tons oliváceos. Listra superciliar pós-ocular marrom-amarelada brilhante  e face cinza-escura. Garganta cinza-clara, escurecendo até o abdômen cinza-escuro, com tons amarronzados.

## Distribuição e habitat
Ocorre no leste do Brasil, no interior e no sul da Bahia e no nordeste de Minas Gerais.
Esta espécie é considerada muito local, mas pode ser bastante comum em seu habitat natural: o sub-bosque e especialmente as bordas de florestas úmidas da Mata Atlântica em altitudes entre 500 e 1000 m. Aparentemente tolera florestas secundárias.

## Comportamento
Seus hábitos são muito semelhantes aos do pichororé, apesar de parecer estar muito menos relacionado a bambuzais que esta.

### Alimentação
Em pares ou em famílias, busca alimento acompanhando bandos mistos, principalmente no sub-bosque. Mexe em folhagem, galhos e casca das árvores de forma acrobática em busca de insetos.

## Taxonomia
ãonsidera-se que o joão-baiano forma um grupo com o pichororé e o tatac. Análises recentes, utilizando morfologia e vocalizações, sugerem que, dentro do grupo, apenas o pichororé e o tatac deveriam ser considerados táxons válidos, e que o joao-baiano deveria ser sinônimo de ruficapilla.  Contudo, com base na filogenética molecular, é recomendado continuar com o reconhecimento das três espécies, apesar de as evidências de fluxo genético entre ruficapilla e cinerea; este estudo também encontrou evidências de que um táxon não descrito do leste da Amazônia é irmãodo joão-baiano e do pichororé; e que o parente mais próximo deste grupo seria Synallaxis moesta (dos contrafortes do leste dos Andes). Análises futuras mais aprofundadas poderão talvez esclarecer a verdadeira situação taxonômica. É monotípico.

## Redescoberta
O joão-baiano foi redescoberto em 1992 na Serra da Ouricana, nas proximidades de Boa Nova, no sudeste da Bahia, e descrita como nova para a ciência sob o nome Synallaxis whitneyi pelos ornitólogos brasileiros José Fernando Pacheco e Luiz Pedreira Gonzaga em 1995. Inicialmente se pensava ser um sinônimo de S. cinerea (segundo Whitney & Pacheco 2001), mas o nome whitneyi foi recolocado pelo SACC (2006) através da aprovação da Proposta N° 223.
Posteriormente, a interpretação correta do texto original da descrição em alemão de S. cinerea por Bauernfeind et al. (2014) convenceu o SACC de que o nome realmente tem prioridade, e foi reestabelecido mediante a aprovação da Proposta N° 692 em novembro de 2015.

## Conservação
O joão-baiano foi classificado como Quase Ameaçado pela União Internacional para a Conservação da Natureza (IUCN), uma vez que a sua área de distribuição e a sua população, estimada entre 4 400 e 13 200 indivíduos maduros, são  muito pequenas. Apesar de a estimativa populacional atual da espécie ser bastante maior que as anteriores, a população parece estar caindo rapidamente devido à perda de habitat.

### Ameaças
Na Serra da Ouricana, as florestas têm virtualmente desaparecido devido à expansão de pastagens e plantações. Restam poucos fragmentos florestais, de propriedade privada, que sofrem grande pressão de desmatamento e incêndios. Em 1999, a maior área remanescente, de cerca de 3 km² foi amplamente destruída e a sobrevivência da espécie nessa área era altamente questionável. A queima ilegal de carvão vegetal e o desmatamento foram observados inclusive no Parque Nacional da Chapada Diamantina, um dos poucos locais em que a espécie ocorre.